# مايكل غاليا
مايكل غاليا (بالإنجليزية: Michael Galea)‏ (1 فبراير 1979 بمالطا - ) هو لاعب كرة قدم مالطي في مركز الهجوم. شارك مع منتخب مالطا لكرة القدم. أما مع النوادي، فقد لعب مع نادي بيركيركارا وMelita F.C. ‏.

## مسيرته الكروية
لعب مايكل غاليا خلال مسيرته الاحترافية مع نادِ واحدٍ في أربعة عشر موسمًا وسجل خلالها 180 هدف ضمن 340 مباراة. حيث فاز في أربعة مواسم بالكأس وفي ثلاثة مواسم بالدوري.
خاض مايكل غاليا مسيرته مع نادي بيركيركارا في موسم 1997–98 ليلعب معه أربعة عشر موسمًا، مشاركًا في 340 مباراة سجل خلالها 180 هدف.

## وصلات خارجية
- مايكل غاليا على موقع قاعدة بيانات كرة القدم.إي يو (الإنجليزية)
- مايكل غاليا على موقع ناشيونال فوتبول تيمز (الإنجليزية)